# Юсуповский дворец (Крым)
Юсуповский дворец — дворец эклектичной стилистики, который был построен в Кореизе ялтинским архитектором Николаем Красновым для князя Феликса Юсупова (графа Сумарокова-Эльстона).

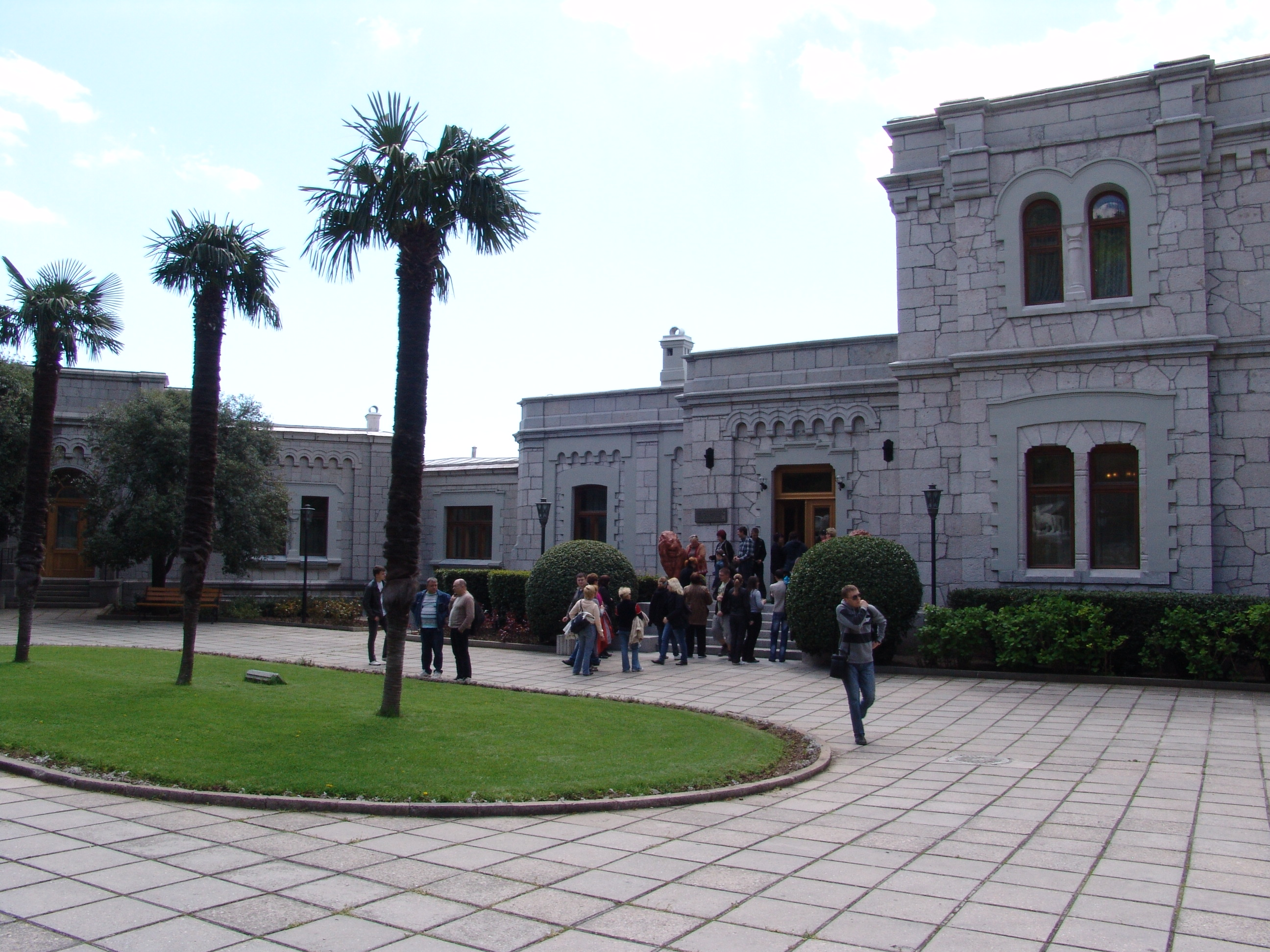
Площадка перед входом

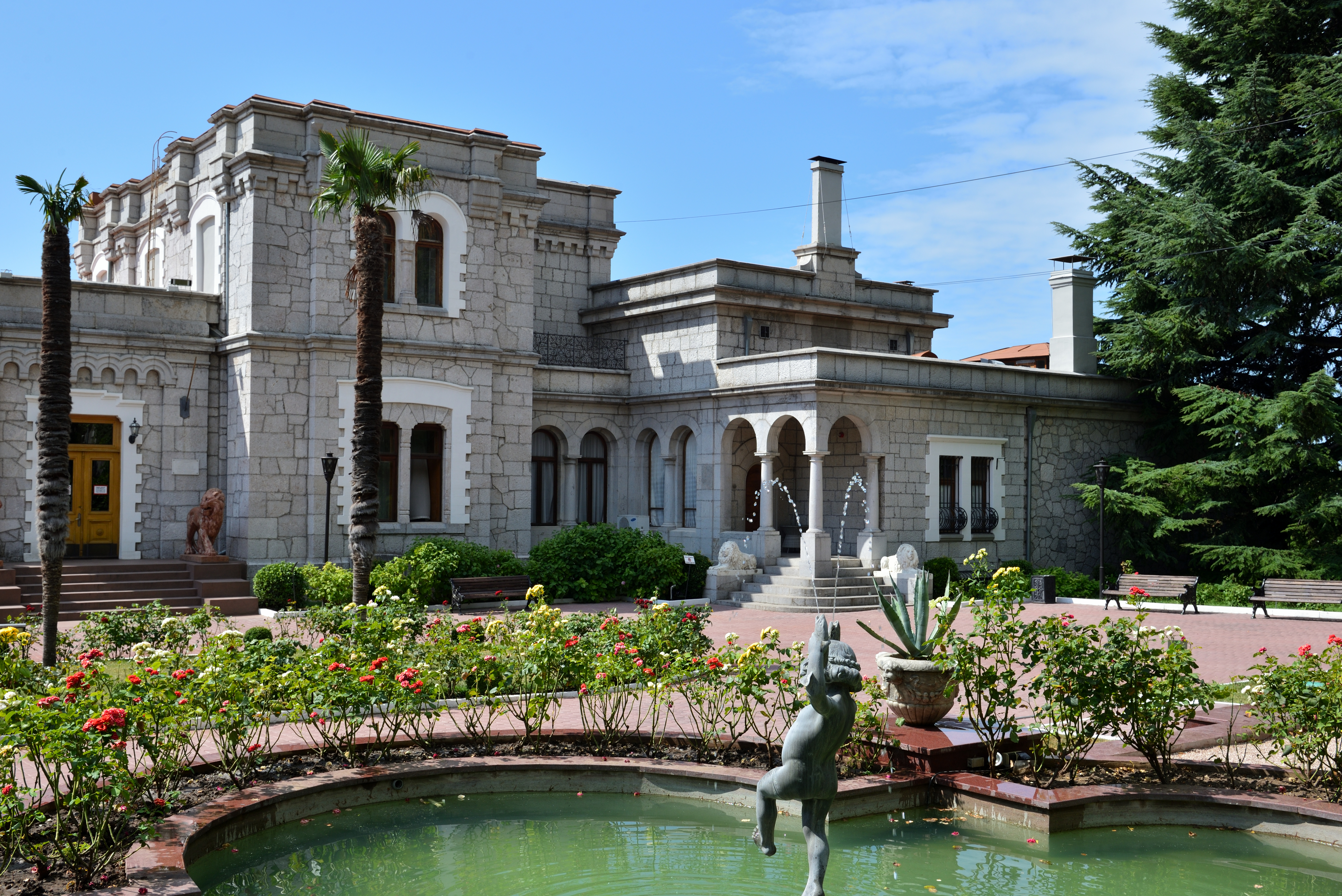
Фонтан возле дворца

## История
До строительства дворца на его месте находилась дача «Розовый дом», принадлежавшая княгине Анне Сергеевне Голицыной. Впоследствии имением владел винодел Морозов, а в 1880 году его приобрёл князь Ф. Ф. Юсупов. В 1909 году архитектор Н. П. Краснов, автор дворца Дюльбер и Ливадийского дворца, перестроил «Розовый дом» в дворец и придал ему его современный вид. Княжеский род Юсуповых был одной из самых богатых и самых влиятельных аристократических семей в Российской империи. Осенью 1912 года во дворце состоялась помолвка Феликса Юсупова-младшего с племянницей императора Николая II княжной императорской крови Ириной Александровной.
В 1920-х годах дворец был национализирован и попал в ведомство Всесоюзной чрезвычайной комиссии в качестве дома отдыха для её сотрудников (государственная дача № 4). В 1925—1926 годах здесь останавливался Феликс Дзержинский. Во время Великой Отечественной войны дворец не пострадал. В 1945 году во время Ялтинской конференции Юсуповский дворец стал резиденцией советской делегации во главе с Иосифом Сталиным. С тех времён здесь сохранились некоторые элементы интерьера, бильярд и письменный стол Сталина.
В послевоенный период дворец становится дачей Центрального комитета КПСС, на которой отдыхали многие партийные и государственные деятели Советского Союза и руководители зарубежных коммунистических партий.
С 1991 по март 2014 года Юсуповский дворец находился в собственности управделами президента Украины. Совет министров Крыма 21 октября 2014 года принял решение о передаче в безвозмездное пользование управлению делами президента России объектов, находившихся ранее в собственности управделами президента Украины. Так Юсуповский дворец стал спецкомплексом Управления делами Президента Российской Федерации.

## Архитектура
В эклектичной архитектуре Юсуповского дворца прослеживаются и неороманский стиль, и разные элементы архитектуры эпохи итальянского Возрождения. Лестницы и арки у входа украшены скульптурами львов, различных персонажей древнегреческой мифологии, выполненных из мрамора и привезённых из Венеции. Основная часть интерьера изготовлена в стиле модерн: белые эмалевые панели с полками для фарфоровой и бронзовой пластики, венские стулья, угловые диваны и тому подобное. Единственным исключением был кабинет владельца замка — со старинным французским гобеленом, массивными письменным столом, шкафом и курильными креслами.

## Дворцовый парк
Парк Юсуповского дворца был заложен одним из самых известных садовников того времени Карлом Кебахом. Территория парка занимает 16,5 га, здесь растёт около 7,5 тысяч растений, среди которых до 200 видов декоративных деревьев и кустарников, 32 из них является редкими. Возраст 155 деревьев от 100 до 500 лет.